# Frankenstein desencadenat
Frankenstein desencadenat (títol original en anglès: Frankenstein Unbound) és una pel·lícula estatunidenca de ciència-ficció/terror dirigida per Roger Corman, estrenada l'any 1990. Va estar nominada al premi Saturn al millor film de ciència-ficció el 1992. Ha estat doblada al català.

## Argument
El 2031, un descobriment científic permet crear una arma que produeix també efectes indesitjables com desaparicions i de les lliscaments en el temps. És així com el seu descobridor es troba projectat l'any 1817 a Suïssa on troba el Doctor Victor Frankenstein...

## Repartiment
- John Hurt: Dr. Joe Buchanan / narrador
- Raúl Juliá: Dr. Victor Frankenstein
- Bridget Fonda: Mary Wollstonecraft Godwin
- Michael Hutchence: Percy Bysshe Shelley
- Nick Brimble: El Monstre
- Jason Patric: Lord George Gordon Byron